# Iñarratxu (przystanek kolejowy)
Iñarratxu (hiszp. Estación de Iñarratxu) – przystanek kolejowy w Amurrio, w prowincji Araba we wspólnocie autonomicznej Kraj Basków, w Hiszpanii.
Jest częścią linii C-3 Cercanías Bilbao.

## Położenie stacji
Znajduje się na linii kolejowej Castejón – Bilbao w km 214,1, na wysokości 235 m n.p.m.

## Stacja
Stacja została otwarta w dniu 1 marca 1863 wraz z otwarciem odcinka Bilbao-Orduña linii kolejowej przeznaczonej do połączenia Castejón z Bilbao. Prace były prowadzone przez Compañía del Ferrocarril de Tudela a Bilbao utworzonej w 1857. W 1865 firma ogłosiła upadłość, ponieważ nie mogła przezwyciężyć trudności gospodarcze wynikające z inwestycji w budowę linii i interwencji Banku Bilbao. w 1878 roku została wchłonięta przez Norte, która byała właścicielem stacji aż do nacjonalizacji kolei w Hiszpanii w 1941 roku i utworzenie RENFE.
Od 31 grudnia 2004 linię obsługuje Renfe, podczas gdy budynkiem dworca Adif.

## Linie kolejowe
- Castejón – Bilbao